# Karri Hietamäki
Karri Aleksi Hietamäki (Isokyrö, 20 de septiembre de 1979) es un deportista finlandés que compitió en esquí de fondo. Ganó una medalla de plata en el Campeonato Mundial de Esquí Nórdico de 1995, en la prueba de relevo.

## Palmarés internacional
| Campeonato Mundial | Campeonato Mundial   | Campeonato Mundial | Campeonato Mundial |
| Año                | Lugar                | Medalla            | Prueba             |
| ------------------ | -------------------- | ------------------ | ------------------ |
| 1995               | Thunder Bay (Canadá) | Medalla de plata   | Relevo 4 × 10 km   |